# 冀述
冀述（？—？），字继父（继甫），号紫璇，河南彰德府武安县軍籍，明朝政治人物。

## 生平
冀述登万历十九年（1591年）辛卯科舉人，二十六年（1598年）戊戌成进士，工部觀政，次年授永平府推官。时铁岭帅李成梁跋扈，述抗礼不屈，帅恚，通朝贵，裁移述去。又通守关貂璫严检行箧，止敝书数卷而已。调补登州，励操清肃，一郡栗然。擢户部广东司主事，寻改兵部车驾司，奉命饷军，便道归省，丁继母艰，以疾卒于家。体慟兄弗自遣，亦病，以是年卒。述性孝友，父殁居廬，三年不入内。丧除羸病，骨露衣表。奉继母如所生。配宋氏，有贤行，述家故貧素，自诸生时至历宦，宋氏恒纺棉以佐，宋卒，义不再娶。所著有《桃园草》、《庸言》諸书。

## 家族
父恩荣，世称竹园先生者，尝卜凤翼冈半壁为筑书屋，遣冀述与弟冀体同就业，伯仲相为切磨，出与邑人士角艺，众悉退舍，时以大小冀并称。自学使者视学，或直指按部，及守令博士课弟子员，无不先两冀者。而述性渊静落穆，视天壤间事物若无一足当其意。
弟冀体早登第，释褐历御史台，以直諫谪归。述仅得乡举家居，兄弟睽隔十年，举酒喜贺，联床拥被，纵谈古今事，自夜达旦不能休。